# Live in Concert
Albums par Wiz Khalifa
O.N.I.F.C.
(2012) Blacc Hollywood
(2014)
Albums par Curren$y
The Stoned Immaculate
(2012) Pilot Talk III
(2015)
Live in Concert est un EP collaboratif de Wiz Khalifa et Curren$y, sorti le 20 avril 2013.
L'album s'est classé 7e au Top Rap Albums, 8e au Top R&B/Hip-Hop Albums, 9e au Top Digital Albums et 30e au Billboard 200.

## Liste des titres
| No | Titre            | Contient un (des) sample(s) de             | Durée |
| -- | ---------------- | ------------------------------------------ | ----- |
| 1. | Cabana           | Uno Esta de Bobbi Humphrey                 | 3:03  |
| 2. | Landing          | The Trip de Bobbi Humphrey                 | 3:39  |
| 3. | The Blend        | You Make Me Feel So Good de Bobbi Humphrey | 3:59  |
| 4. | Toast            | Mestizo Eyes de Bobbi Humphrey             | 3:47  |
| 5. | Revenge and Cake |                                            | 5:08  |
| 6. | For Her          | Please Set Me at Ease de Bobbi Humphrey    | 4:32  |